# Alberto II di Dabo-Moha
Alberto II, chiamato nel 1197 anche Alberto di Lichtenberg, (... – 1212) fu conte di Metz, di Dabo, di Eguisheim e di Moha dal 1178 alla morte.
Era il figlio del conte Ugo II di Metz (1178 circa-1180) e Liutgarda di Sulzbach († dopo il 1162), vedova del duca Goffredo II di Brabante († 1142) e figlia di Berengario II, conte palatino di Sulzbach (in Baviera), e sua moglie Adele di Wolfratshausen.
Rimanendo unico erede, riunì nelle sue mani quattro contee, numerose signorie e l'avvocazia di molte abbazie: fu conte di Metz, di Dabo (in tedesco Dagsburg), di Eguisheim e di Moha dal 1178 al 1212; fu anche Vogt ad Andlau, Altdorf, Neuvillers, Hesse e Herbitzheim.
Fu anche fratellastro della madre del duca Goffredo III di Lovanio, margravio di Brabante, e prozio del duca Enrico I di Brabante.
La dinastia di Dabo, gli Eticonidi, signori di Dabo, di Moha ed Eguisheim, fu una stirpe potente con radici nel periodo merovingio, che annovera tra i suoi membri papa Leone IX, e che ricevette, nel 1153, la carica di conte di Metz.

## Biografia

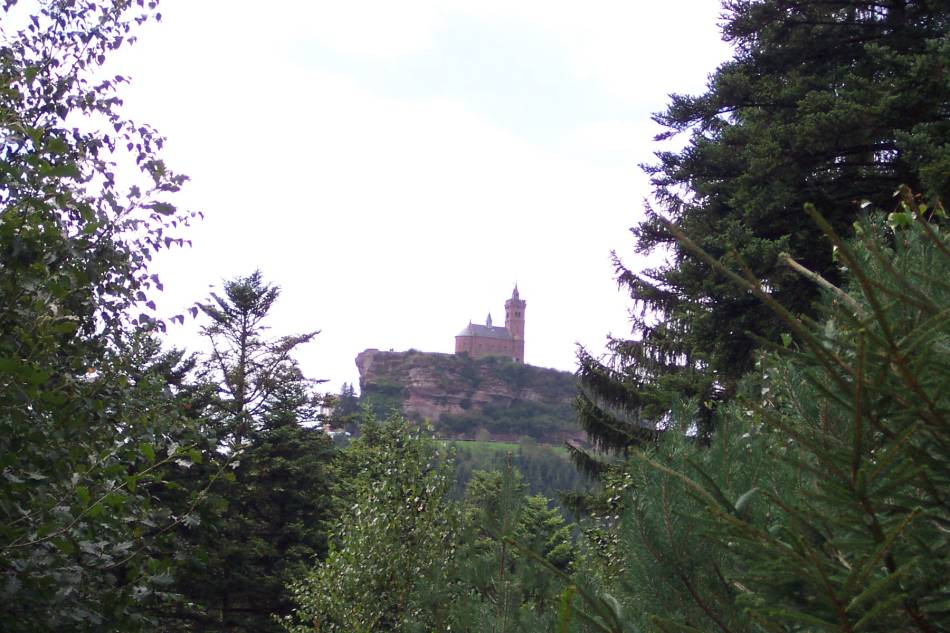
La rocca di Dabo e la sua chiesa.

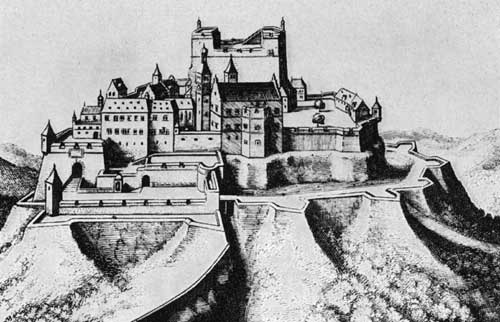
Veduta del castello di Lichtenberg in un'incisione di Mérian

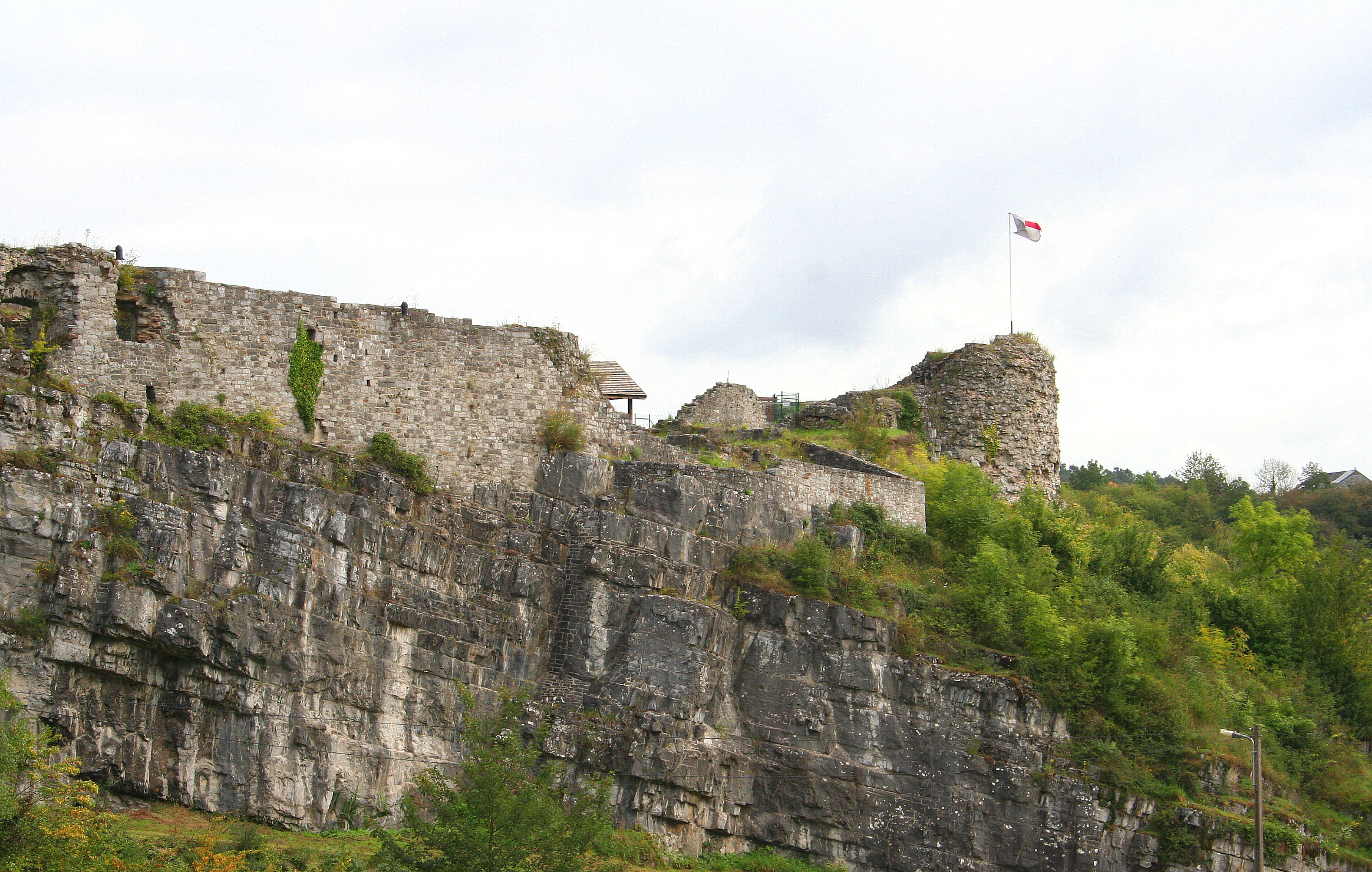
Le rovine del castello di Moha (XI secolo).

Data la sua potenza, Alberto ebbe un ruolo importante negli affari del suo tempo. Ma la guerra ed i tornei gli causeranno gravi danni, in particolare sul piano finanziario.
Nel 1198, alla morte dell'imperatore Enrico VI, figlio e successore di Federico Barbarossa, e incoraggiato da papa Innocenzo III, si schierò dalla parte di Ottone IV di Brunswick della stirpe Welfen contro Filippo I di Svevia della stirpe Hohenstaufen. Ma quest'ultimo finì per vincere e questo non ci impiegò molto a vendicarsi, devastando le terre di Alberto e del suo parente Corrado II di Hunebourg, vescovo di Strasburgo. Queste guerre costrinsero Alberto a concedere, intorno al 1200, i suoi diritti di balivo (avvocazia) a diversi borghesi di Metz.
Nel 1202 i suoi due giovani figli Enrico e Guglielmo, soprannominati i falchi di Dagsburg (Dabo), si uccisero a vicenda durante i tornei.
Nel 1204, Alberto di Dabo-Moha, ancora bisognoso di denaro, vendette i suoi allodi di Moha (comune di Wanze) e Les Waleffes (comune di Faimes) alla chiesa di Liegi, a diverse condizioni: egli avrebbe conservato l'usufrutto della sua terra, il vescovo gli avrebbe pagato la somma di 50.000 marchi, e i suoi possibili eredi avrebbero ricevuto questa terra in feudo. Questo contratto costituì successivamente una spina nel fianco dell'intero vescovado del principe-vescovo Ugo di Pierrepont.
Il nipote di Alberto II di Dabo-Moha, Enrico I di Brabante, si sentì offeso da quel contratto che contraddiceva l'accordo fatto nel 1197 con il prozio, accordo in cui Moha era condivisa assieme a Luigi II, conte di Loon, e da lui stesso. Tuttavia, alla morte di Alberto II, nel 1212, Ugo di Pierrepont non rinunciò a questo contratto.
Viene quindi dichiarata la guerra, contrassegnata dal sacco di Liegi del 3 maggio 1212, e dalla battaglia di Steppes del 13 ottobre 1231.
D'altra parte, il prelato dovette anche affrontare le richieste di Teobaldo II di Lorena, e del conte di Champagne Tebaldo IV, successivamente marito di Gertrude, figlia di Alberto, ed unica erede delle conte di Metz, Dabo, Eguisheim e di Moha, dopo la morte dei suoi due fratelli che si uccisero a vicenda in un torneo nel 1202.
Tuttavia, dal 1225, alla morte senza figli di Gertrude, le terre di Moha e Waleffes vennero tenute  in allodio da quel momento in avanti dal principato di Liegi, senza che il suo principe vescovo abbia pagato la somma di 50.000 marchi stipulati nel contratto, atto che costò molte morti. Eguisheim e i suoi beni ad est del Vosgi andarono al vescovo di Strasburgo; Dabo alla famiglia del suo terzo marito, i Saarbrücken-Linange; la contea di Metz al vescovo di Metz.

## Famiglia e figli
Dal suo matrimonio con Gertrude di Bade (Zähringen-Baden), figlia di Ermanno IV, margravio di Baden († 1190 ad Antiochia). Essi ebbero:
- Enrico;
- Guglielmo, si sarebbero uccisi a vicenda da adolescenti durante un torneo ad Andenne[5], nel 1202[6];
- Gertrude di Dabo (1190/1200-prima del 19 marzo 1225), la quale si sposò tre volte, senza avere discendenti, con:

1. nel 1215 (fidanzamento nel 1206) sposò il duca (tale dal 1213) Teobaldo I di Lorena († 1220), figlio di Federico II, duca di Lorena e Agnese di Bar;
2. nel 1220, sposò Tebaldo IV di Champagne, conte di Champagne dal 1201 al 1253, e re di Navarra come Tebaldo I dal 1234 al 1253; ripudiata due anni dopo, nel 1222;
3. nel 1223 sposò Simone III di Linange, figlio del conte Federico II dal 1214 conte di Linange (Saarbrücken), che erediterà il titolo di conte di Dabo solo nel 1234, scomparso nel 1234/36, seguito dal fratello Federico III conte di Linange († 1287), che finalmente nel 1241 fu infeudato dal principe vescovo di Strasburgo dell'ex allodio di Dabo, capostipite della casa Linange-Dabo (in tedesco Leiningen-Dagbsburg).